# Messier 93
Messier 93 (còn gọi là M 93 hay NGC 2447) là cụm sao phân tán trong chòm sao Thuyền Vĩ. Charles Messier phát hiện ra nó vào ngày 20 tháng 3 năm 1781.
M93 nằm cách Trái Đất 3.600 năm ánh sáng và có bán kính khoảng 10 đến 12 năm ánh sáng. Tuổi của nó vào khoảng 100 triệu năm.
Walter Scott Houston miêu tả hình ảnh của nó như sau:

Some observers mention the cluster as having the shape of a starfish. With a fair-sized telescope, this is its appearance on a dull night, but [a four-inch refractor] shows it as a typical star-studded galactic cluster.